# Labyrinthulomycetes

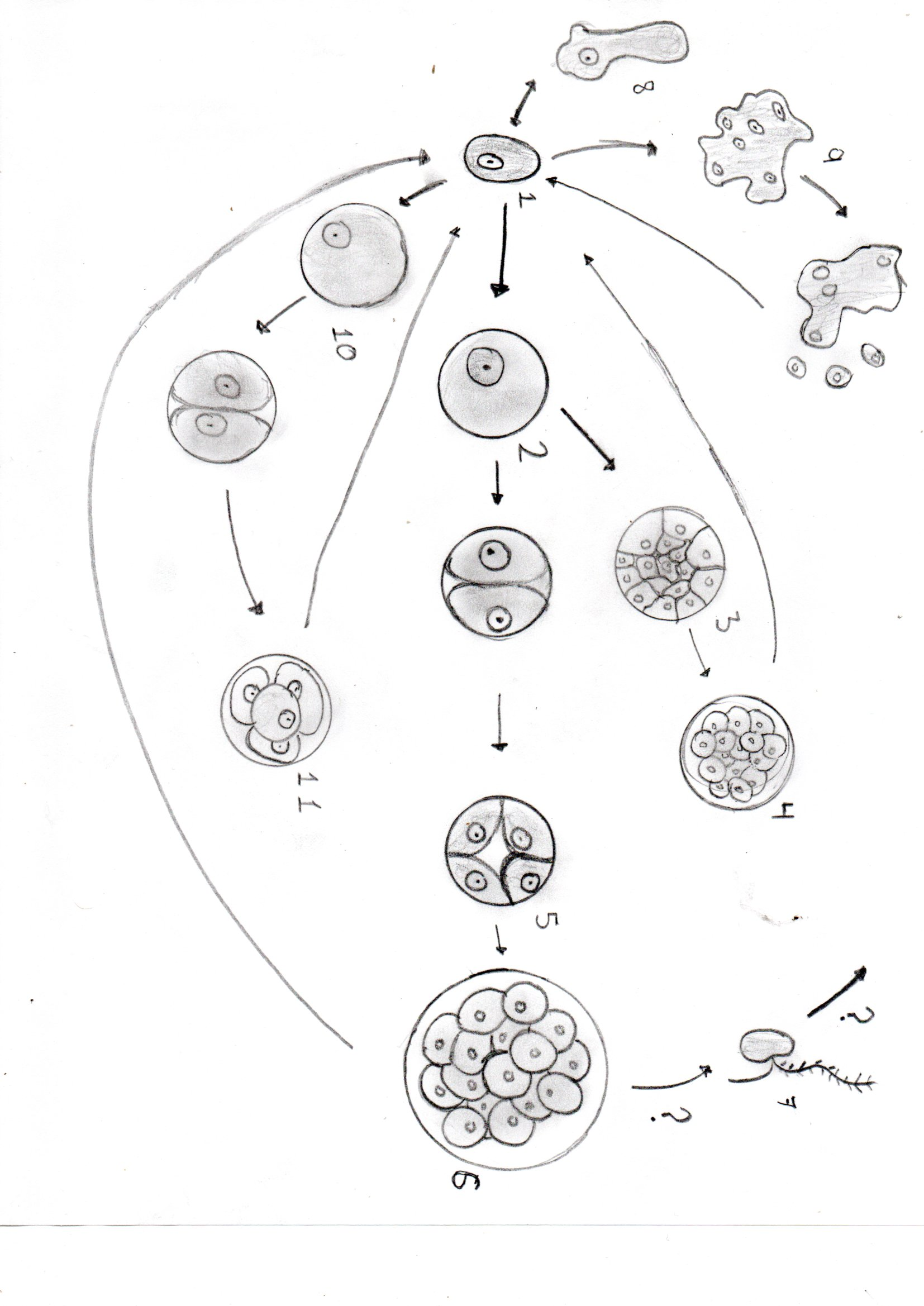
Labyrinthuloides Yorkensis

Labyrinthulomycetes (ICBN), Labyrinthulea  (ICZN) o laberintúlidos es un grupo de protistas que forman colonias y producen una red de filamentos o tubos que les sirven como pistas para que las células se deslicen sobre ellos y absorban los nutrientes. Son en su mayoría de origen marino, encontrándose comúnmente como parásitos de algas o descomponiendo materia vegetal. También incluyen algunos parásitos de invertebrados marinos. En total, se conocen unas 40 especies en este grupo.
Las células están unidas a los filamentos que forman parte de una red ectoplásmica. Aunque localizados en el exterior de las células, los filamentos están rodeados por una membrana. Estos se forman y están conectados con el citoplasma por un orgánulo único llamado sagenogen o botrosoma. Las células son uninucleadas y típicamente ovoides y se mueven adelante y atrás a lo largo de la red amorfa a una velocidad comprendida entre 5 y 150 μm por minuto.
Los laberintúlidos fueron inicialmente considerados mixomicetos inusuales, aunque realmente ambos grupos son bastante diferentes. La estructura de sus zoosporas biflageladas y estudios genéticos han establecido que constituyen un grupo primitivo de Stramenopiles. El grupo se divide en tres órdenes, Amphitremida, Labyrinthulida (que forma redes extensas) y Thraustochytrida (que forma pequeñas redes).